# Kirchbach (Gemeinde Peilstein im Mühlviertel)
Kirchbach gehört zur österreichischen Gemeinde Peilstein und liegt im nördlichen Mühlviertel, in der Nähe zur bayrischen und zur tschechischen Grenze. Der Ort ist eine eigene Katastralgemeinde innerhalb Peilsteins. Die nächste Stadt ist die Bezirkshauptstadt Rohrbach.
Kirchbach im Mühlviertel ist ein Dorf mit ca. 155 Einwohnern. Das Dorf selbst liegt auf 700 m Seehöhe. Weiters gibt es in Kirchbach mit dem Anwesen Hauer das höchste Bauernhaus auf 800 m. Der Hausberg ist der Hochbühel mit 877 m.
Das Dorf besitzt eine eigene Freiwillige Feuerwehr. Weiters gibt es den Pfeifenclub der Geselligkeit mit über 70 Mitgliedern. Daneben sind noch Sparverein, Mütterrunde und Kirchbacher Chor zu erwähnen.